# Sara Strauss
Pour les articles homonymes, voir Strauss.
Sara Strauss est une joueuse de hockey sur gazon allemande évoluant au poste d'attaquante au Düsseldorfer HC et avec l'équipe nationale allemande,.

## Biographie
Sara est née le 12 août 2002 en Allemagne.

## Carrière
Elle a débuté en équipe nationale première en mars 2022 contre l'Inde à Bhubaneswar lors de la Ligue professionnelle 2021-2022.

## Palmarès
- : 2e à la Coupe du monde U21 en 2022.